# Peyriac-de-Mer
Peyriac-de-Mer é uma comuna francesa na região administrativa de Occitânia, no departamento de Aude. Estende-se por uma área de 26,92 km². Em 2010 a comuna tinha 1 146 habitantes (densidade: 42,6 hab./km²).